# Jan Król (duchowny)
Jan Król CSsR (ur. w 1960 w Łukowicy) – polski redemptorysta, pracownik Radia Maryja i jeden z założycieli Fundacji Lux Veritatis, do której należą Telewizja Trwam i Wyższa Szkoła Kultury Społecznej i Medialnej w Toruniu. Od 2021 dyrektor Muzeum „PAMIĘĆ I TOŻSAMOŚĆ” im. Jana Pawła II w Toruniu.

## Życiorys
Przez 2 lata studiował teologię w Krakowie, przebywając rok w nowicjacie w Lubaszowej, a następnie 4 lata studiował ten sam kierunek w Wyższym Seminarium Duchownym Redemptorystów w Tuchowie. Pracował na placówkach w Krakowie, Warszawie i Elblągu oraz obecnie w Toruniu.
Obecnie pracuje w Radiu Maryja i Telewizji Trwam, których jest wicedyrektorem. Odpowiada za sprawy finansowe Radia Maryja i Telewizji Trwam oraz jest kwestorem Wyższej Szkoły Kultury Społecznej i Medialnej. Jest także członkiem zarządu Fundacji Lux Veritatis i prezesem spółki z ograniczoną odpowiedzialnością Geotermia Toruń. Był jednym z akcjonariuszy giełdowej spółki ESPEBEPE, która zbankrutowała.
Prowadzi program Rozmowy niedokończone, w którym wraz z zaproszonymi gośćmi omawia problemy społeczne. Komentował także podróże apostolskie Benedykta XVI.
Jest głównym pomysłodawcą powstałej w 2009 sieci telefonii komórkowej wRodzinie, skupiającej głównie osoby należące do tzw. rodziny Radia Maryja. W imieniu Fundacji Lux Veritatis podpisał umowę z firmą CenterNet.
Od maja 2021 dyrektor Muzeum „PAMIĘĆ I TOŻSAMOŚĆ” im. Jana Pawła II w Toruniu (do maja 2022 jako p.o.).